# Ray Hnatyshyn
Ramon John Hnatyshyn Sauvé, detto Ray (Saskatoon, 16 marzo 1934 – Ottawa, 18 dicembre 2002), è stato un avvocato e politico canadese, governatore generale del Canada dal 1990 al 1995.